# Eugène Philipps
Eugène Philipps (im standesamtlichen Geburtseintrag Eugen, * 6. Juli 1918 in Straßburg, damals Reichsland Elsaß-Lothringen; † 26. Juli 2018 ebenda) war ein elsässischer Lehrer, Lyzealprofessor,  Publizist, Soziolinguist und Aktivist für den Erhalt der Zweisprachigkeit im Elsass.

## Leben
Als junger Mann wurde Eugène Philipps während der faktischen Eingliederung des Elsass in das Deutsche Reich zur Zeit der deutschen Besetzung Frankreichs im Zweiten Weltkrieg als Elsässer in die deutsche Wehrmacht eingezogen und gehörte damit zur Gruppe der ca. 100.000 so genannten Malgré-nous aus diesem Gebiet. Er wurde als Soldat zunächst im Osten in Ostpreußen, Polen und der Grenze zur Sowjetunion eingesetzt. Nach einem Aufenthalt im Reservelazarett in Uelzen (Niedersachsen) wurde er gegen Kriegsende einer Operationsgruppe am Bodensee zugeteilt, aus der er wenige Tage vor der Kapitulation bei Friedrichshafen desertierte.
Nach dem Krieg hatte Philipps zunächst mehrere Jahre die Lehrerstelle in Itterswiller an der Elsässer Weinstraße inne, später unterrichtete er als Professor für Englisch (Professeur agrégé d’anglais honoraire) am Lycée Technique commercial in Straßburg. An mehreren Instituten der Universität Straßburg erhielt er Lehraufträge, so am Institut Européen d’Enseignement Commercial Supérieur, dem Centre d’Études International de la Propriété Industrielle und dem Institut d’Études Politiques. Seine universitäre Lehrtätigkeit gründete nicht zuletzt auf seinem publizistischen Wirken.
Gerade noch im Deutschen Kaiserreich geboren, lernte Philipps als Jugendlicher die im Elsass oft widerständig akzeptierte zentralistische und assimilatorische Sprachpolitik der Französischen Republik der Zwischenkriegszeit kennen, als Zwangsrekrutierter dann die rücksichtslose antifranzösische Gewaltherrschaft des Nationalsozialismus und im Mannesalter den Niedergang des Deutschen (auch in der Ausprägung der elsässischen Dialekte) als Alltagssprache in Folge der rigiden französischen sprachpolitischen Gesetzgebung als Antwort auf die deutsche Besatzungszeit von 1940 bis 1945. In seinen Buch- und Aufsatzveröffentlichungen in französischer und deutscher Sprache, als Verfasser von zahlreichen Artikeln in den elsässischen Tageszeitungen und als Vortragsredner erwies er sich als profunder Kenner der Geschichte des Elsass zwischen Frankreich und Deutschland, insbesondere auch der Entwicklung der sprachlichen Verhältnisse unter soziolinguistischem Aspekt. In Frankreich wie in Deutschland erfuhr er diesbezüglich Wahrnehmung und Anerkennung.
Persönlich begriff sich Philipps – ähnlich wie sein schriftstellerisch tätiger Mitstreiter und Zeitgenosse André Weckmann – als Vertreter einer eigenen elsässischen Identität, die durch den Zugang zu den großen Kulturen des französischen und des deutschen Sprachraums eine bedeutende Rolle im Sinne eines nationenübergreifenden europäischen Humanismus spielen könne. Der Förderung eines gleichberechtigten regionalen Bilingualismus mit Französisch und Deutsch (Letzteres in den beiden Ausprägungen Standardsprache und Dialekt) galt bis zuletzt sein sprachpolitisches Engagement u. a. als Mitglied der René-Schickele-Gesellschaft, auch in kritischer Distanz zur zentral gelenkten Sprach- und Schulpolitik Frankreichs.
Eugène Philipps verstarb knapp drei Wochen nach seinem 100. Geburtstag in seiner Wohnung im Straßburger Stadtteil Meinau.

## Schriften (Auswahl)
- Les luttes linguistiques en Alsace jusqu’en 1945 (= L’alsatique de poche. 8, ZDB-ID 750432-9). Culture alsacienne, Strasbourg 1975, (2è édition. Société d’Edition de la Basse-Alsace, Strasbourg 1986).
- L’Alsace face à son destin. La crise d’identité. Société d’Edition de la Basse-Alsace, Strasbourg 1978.
  - deutsch: Schicksal Elsass. Krise einer Kultur und einer Sprache. Deutsche Übersetzung von Emma Guntz. C. F. Müller, Karlsruhe 1980, ISBN 3-7880-9652-7.
- Le Défi alsacien. Société d’Edition de la Basse-Alsace, Strasbourg 1982.
  - deutsch: Zeitgenosse Elsässer. Die Herausforderung der Geschichte. Herausgegeben und übersetzt von Monika Freitag. C. F. Müller, Karlsruhe 1987, ISBN 3-7880-9732-9.
- mit Bernard Deck, Raymond Piela: L’Alsacien, c’est fini? Nouvelles perspectives linguistiques (= Objectif Alsace. Numéro spécial, Hors-Série, Décembre 1989, ISSN 0981-4191). MEDIA Strasbourg 1989.
- Le pont. Dans les tourbillons de l’histoire alsacienne. Rétrospective et perspectives. Récit d’un „Malgré-nous“. = Die Brücke. Im Strudel der elsässischen Geschichte. Rückblick und Ausblick, Erlebnisbericht eines Zwangseingezogenen. Media, Strasbourg 1991, ISBN 2-9505891-0-3.
- Une tragédie pour l’Alsace. La dictature nazie et l’incorporation de force. Un témoignage vécu. SALDE, Strasbourg 1993, ISBN 2-903850-07-0.
- L’ambition culturelle de l’Alsace. SALDE/Media, Strasbourg 1996, ISBN 2-903850-14-3.
- Nostalgies „Blut und Boden“. Ou ... une vision de l’Alsace porteuse d’avenir. SALDE, Strasbourg 2000, ISBN 2-903850-21-6.

## Ehrungen
- Ehrenbürger (Citoyen d’honneur) von Illersviller
- Offizier des Ordre des Palmes Académiques (1977)
- René-Schickele-Medienpreis – Prix René Schickele de la Communication (1987)
- Laureat des Mot d’Or 2003 von Comprendre l’Alsace („Das Elsass Verstehen“) für sein Lebenswerk